# La Résurrection (Piero della Francesca)
Pour les articles homonymes, voir La Résurrection.
La Résurrection (La Resurrezione) est une œuvre de Piero della Francesca réalisée entre 1463 et 1465,  une fresque de 2,25 × 2,00 m, qui figure sur le lieu même de sa création : un des murs de ce qui est aujourd'hui le Museo Civico di Sansepolcro et qui était la sala magna de la Residenza où se tenaient les réunions du Conseil.
C'est une fresque avec ajouts à la détrempe. Après une restauration qui dura trois ans, cette œuvre est de nouveau visible à partir de mars 2018.

## Thème
Jésus, après sa mort sur la Croix et enseveli, est vu sortant de son tombeau ou sarcophage, des soldats endormis sont allongés autour (ils peuvent être éveillés et surpris de l'apparition), le mont Golgotha de son supplice peut être visible avec les trois croix. Le Christ apparaît en buste ou s'élève dans les airs arborant sa bannière. La présence d'anges témoins de la scène est possible.

## Description
Le Christ debout, sortant du tombeau, fait face au spectateur, portant l'étendard de la Résurrection, blanche à croix rouge (celle des Croisés).
Avec sa main qui relève la toge rose et le pied posé sur le rebord du tombeau, toutes ses plaies sont apparentes.
Le Christ en entouré d'arbres de part et d'autre d'un paysage de collines. Les deux troncs d'arbres et la hampe de la bannière forment une grille verticale ; la ligne passant par la hampe croise l'horizontale, du dessus du sarcophage, par la tête du soldat adossé de face.
Les soldats endormis par terre sont séparés du Christ par la ligne horizontale du sarcophage.
Le cadre peint continue le support architectural des moulures et assure la transition entre l'espace mural et l'espace pictural.

## Analyse

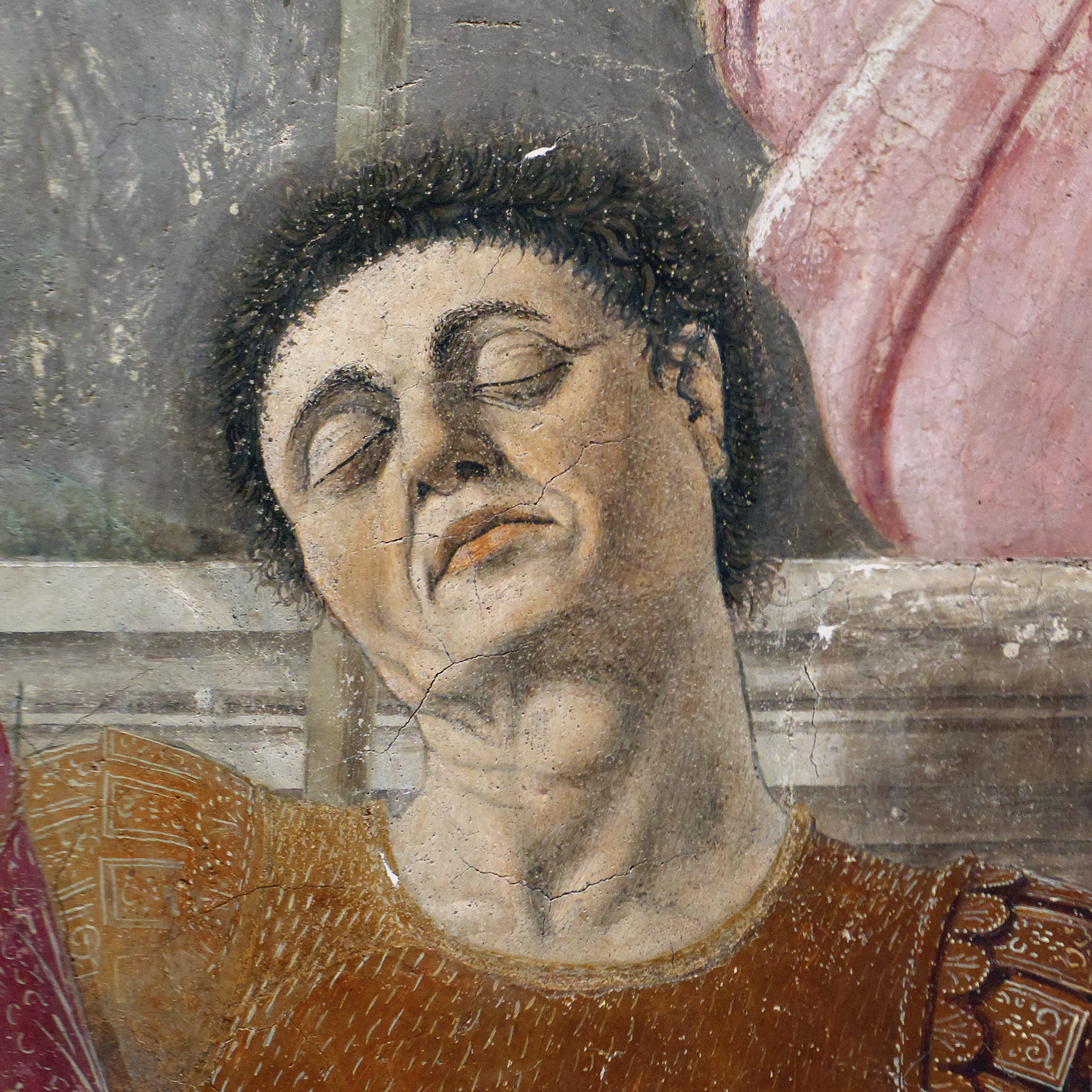
Autoportrait de Piero dans un des personnages.

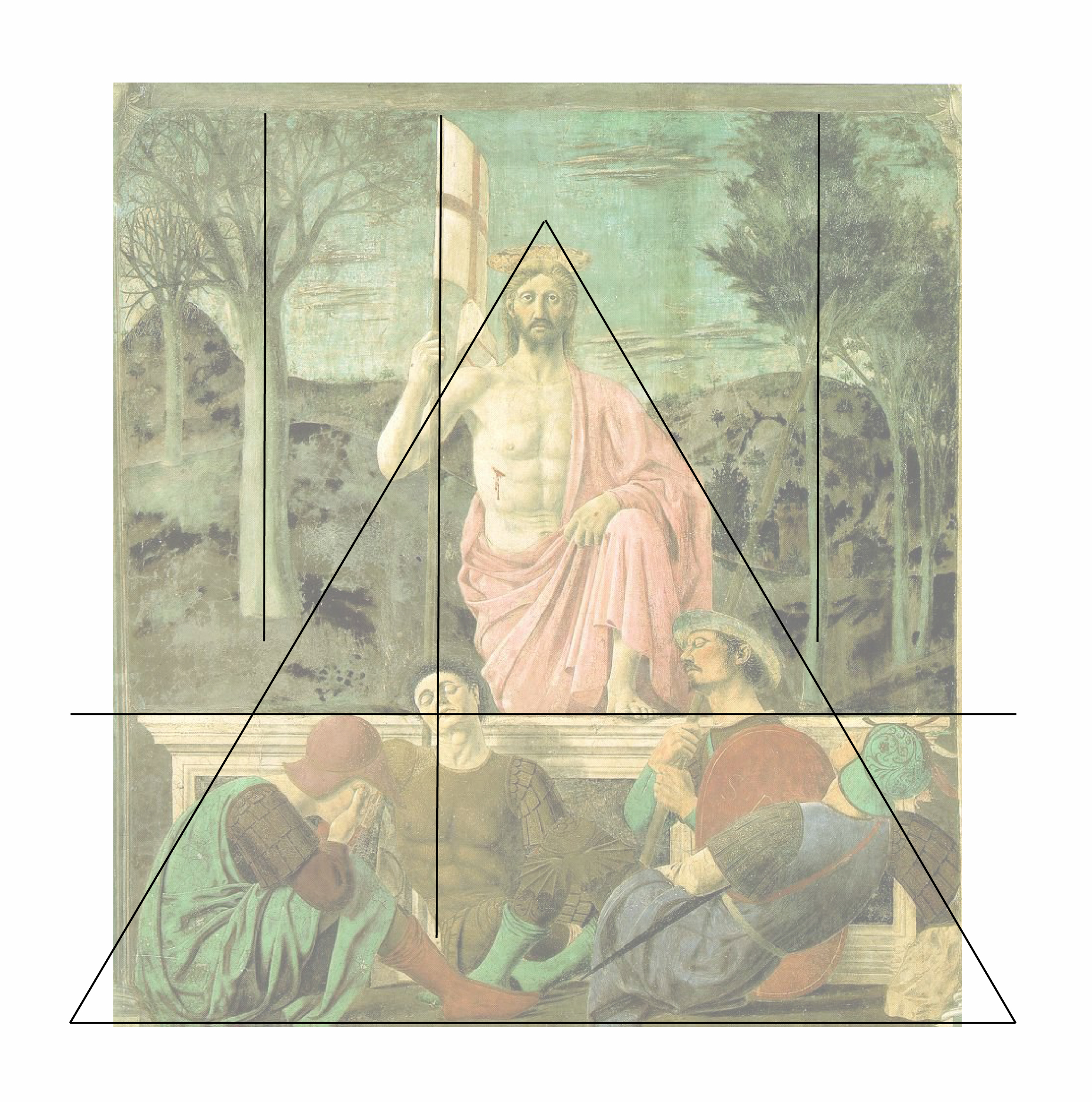
Lignes de force de la composition.

La composition se pose en profondeur sur trois plans : le paysage au fond, le Christ sortant du tombeau au milieu, les soldats endormis en premier plan.
De plus la composition est pyramidale avec, à la base l'alignement des soldats endormis, et au sommet le Christ debout.
Le Christ en entouré d'arbres morts de l'hiver, symbolisant la mort, à sa droite et d'arbres feuillus, vivants à sa gauche du printemps, symbolisant la nouvelle naissance.
L'autoportrait supposé de l'auteur du tableau est la rencontre de la verticale de la hampe de la bannière et de l'horizontal du dessus du sarcophage.

## Autour de l'œuvre

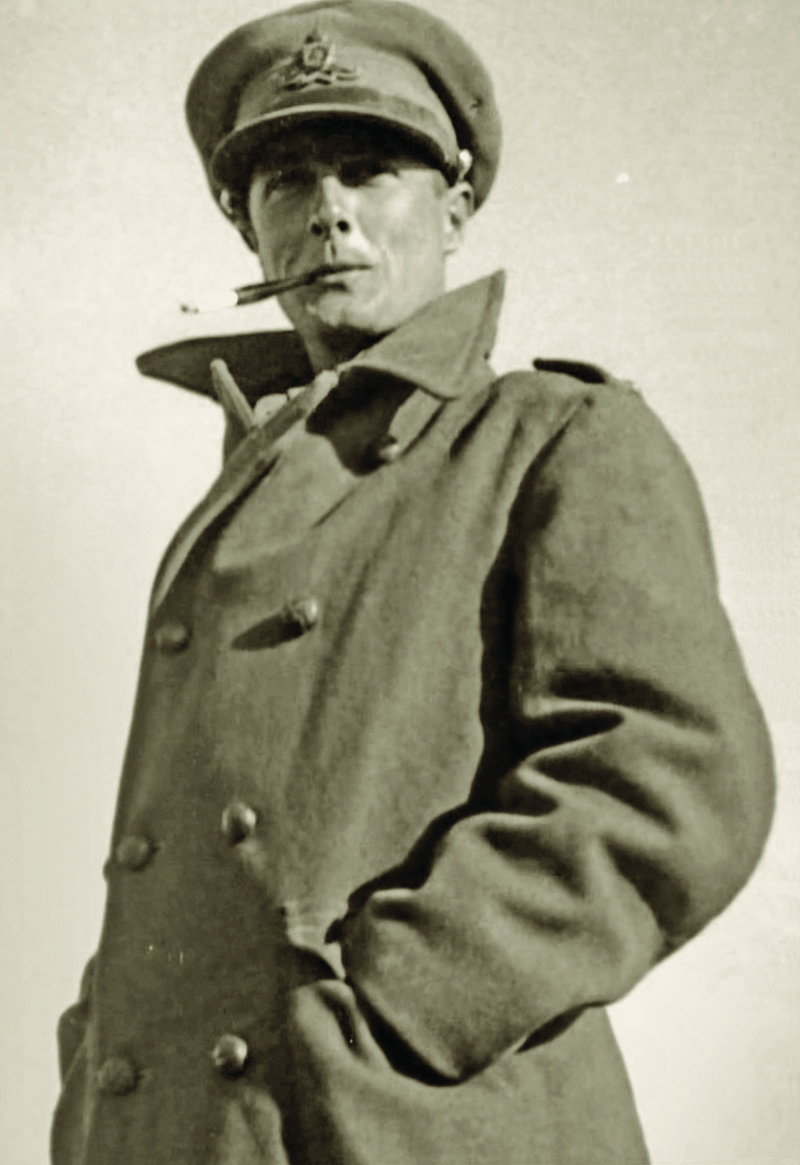
Anthony Clarke.

La fresque avait attiré l'attention des critiques d'art vers la fin du XIXe siècle ; John Addington Symonds la décrivait comme « ...by far the grandest, most poetic and most awe-inspiring picture of the Resurrection. » et Aldous Huxley, en 1925, dans Along the road (Chemin faisant) : « The greatest picture in the world ». En 1964, dans son livre A traveller in Italy, l'auteur, Henry Vollam Morton (en), à propos de Borgo San Sepolcro, relate comment Anthony Clarke a sauvé la fresque, grâce à l’essai de Huxley. En 1944, Clarke, un capitaine d'artillerie avait reçu l'ordre de détruire la ville que l'on supposait être pleine de soldats allemands. Se rappelant le nom de la ville et la description de la fresque cités dans l'essai de Huxley, Clarke ordonna l'arrêt des tirs et, après vérification, il s'avéra que les troupes allemandes avaient déjà quitté la ville. Clarke, avec soulagement, trouve la fresque de Piero della Francesca intacte.
Albert Camus dans Noces (dans la nouvelle intitulée Le désert), s'émeut ainsi de La Résurrection à la suite d'un voyage en Toscane :
« C’est sur ce balancement qu’il faudrait s’arrêter, singulier instant où la spiritualité répudie la morale, où le bonheur naît de l’absence d’espoir, où l’esprit trouve sa raison dans le corps. S’il est vrai que toute vérité porte en elle son amertume, il est aussi vrai que toute négation contient une floraison de « oui ». Et ce chant d’amour sans espoir qui naît de la contemplation peut aussi figurer la plus efficace des règles d’action. Au sortir du tombeau, le Christ ressuscitant de Piero della Francesca n’a pas un regard d’homme. Rien d’heureux n’est peint sur son visage - mais seulement une grandeur farouche et sans âme, que je ne puis m’empêcher de prendre pour une résolution à vivre. Car le sage comme l’idiot exprime peu. »
La fresque fait partie du musée imaginaire de l'historien français Paul Veyne, qui le décrit dans son ouvrage justement intitulé Mon musée imaginaire.